# Port lotniczy Mitiga
Port Lotniczy Mitiga – port lotniczy położony 11 kilometrów na wschód od Trypolisu, w Libii.

## Kierunki lotów i linie lotnicze
| Linia Lotnicza         | Kierunek |
| ---------------------- | --- |
| Afriqiyah Airways      | 1. Aleksandria 2. Amman 3. Bengazi 4. Kair 5. Stambuł 6. Port Sudan 7. Safakis 8. Tunis 9. Tobruk Sezonowo: 1. Dżudda                                                                |
| Air Libya              | 1. Bengazi |
| Berniq Airways         | 1. Bengazi 2. Kair 3. Stambuł Sezonowo: 1. Dżudda 2. Medyna |
| Buraq Air              | 1. Bengazi |
| EgyptAir               | 1. Kair |
| Fly Crown              | 1. Bengazi 2. Stambuł |
| Fly Oya                | 1. Aleksandria 2. Bajda 3. Bengazi 4. Kair 5. Dubaj-Al Maktoum (do 30 marca 2024) 6. Dubaj (od 3 kwietnia 2024) 7. Ghat 8. Stambuł 9. Sabha 10. Tobruk Sezonowo: 1. Dżudda 2. Medyna |
| Ghadames Air Transport | 1. Tunis |
| Global Air             | 1. Bajda 2. Bengazi 3. Ghat 4. Ubari |
| Libyan Airlines        | 1. Aleksandria 2. Amman 3. Bengazi 4. Kair 5. Stambuł 6. Tunis Sezonowo: 1. Dżudda 2. Medyna                                                                                         |
| Libyan Wings           | 1. Bengazi 2. Stambuł 3. Sabha 4. Tunis |
| MedSky Airways         | 1. Stambuł 2. Malta 3. Rzym-Fiumicino 4. Sabha |
| Tunisair               | 1. Tunis |
| Tunisair Express       | 1. Safakis Sezonowo: 1. Dżerba |
| Turkish Airlines       | 1. Stambuł (powrót od 28 marca 2024) |